# Bradysaurus
Bradysaurus es un género extinto de reptil pareiasaurio primitivo, cuyos fósiles se han encontrado en la Zona faunística de Tapinocephalus (edad del Capitaniense) en la zona del Karoo en Sudáfrica. Junto a los dinocéfalos de tamaño similar, Bradysaurus constituía la megafauna de herbívoros del Pérmico Medio. En vida serían animales lentos y torpes, que desarrollaron una cobertura de escudos óseos para protegerse de sus depredadores, los gorgonopsios.

## Descripción
Bradysaurus medía 2.5 metros de longitud y entre 500 kg a 1 tonelada de peso. El cráneo era grande (entre 42 a 48 centímetros de largo), amplio y redondeado en el frente. Poseía una textura rugosa y con protuberancias, con suturas entre los huesos poco visibles. Los dientes marginales eran de corona alta, con solo unas pocas cúspides, la cual es una característica primitiva. Los pies eran cortos y anchos, el número de falanges es de 2,3,3,3,2 en la mano y de 2,3,3,4,3 en el pie. El cuerpo entero estaba protegido por escudos dérmicos, si bien estos no son tan gruesos y pesados como en las formas más avanzadas.

## Clasificación y especies

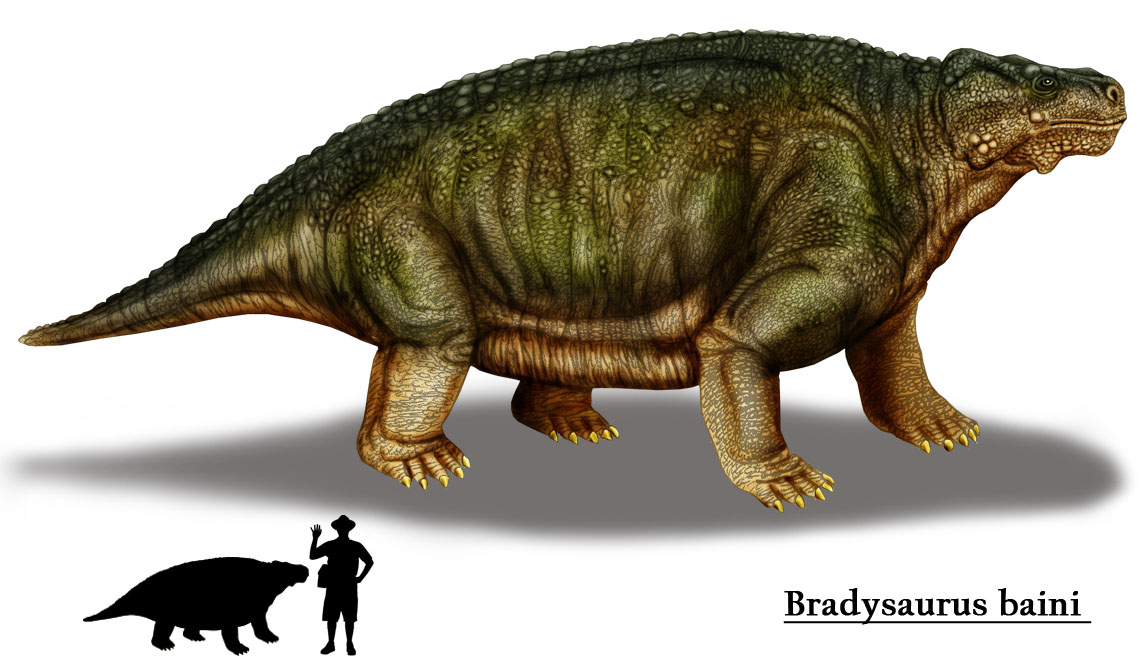
B. baini

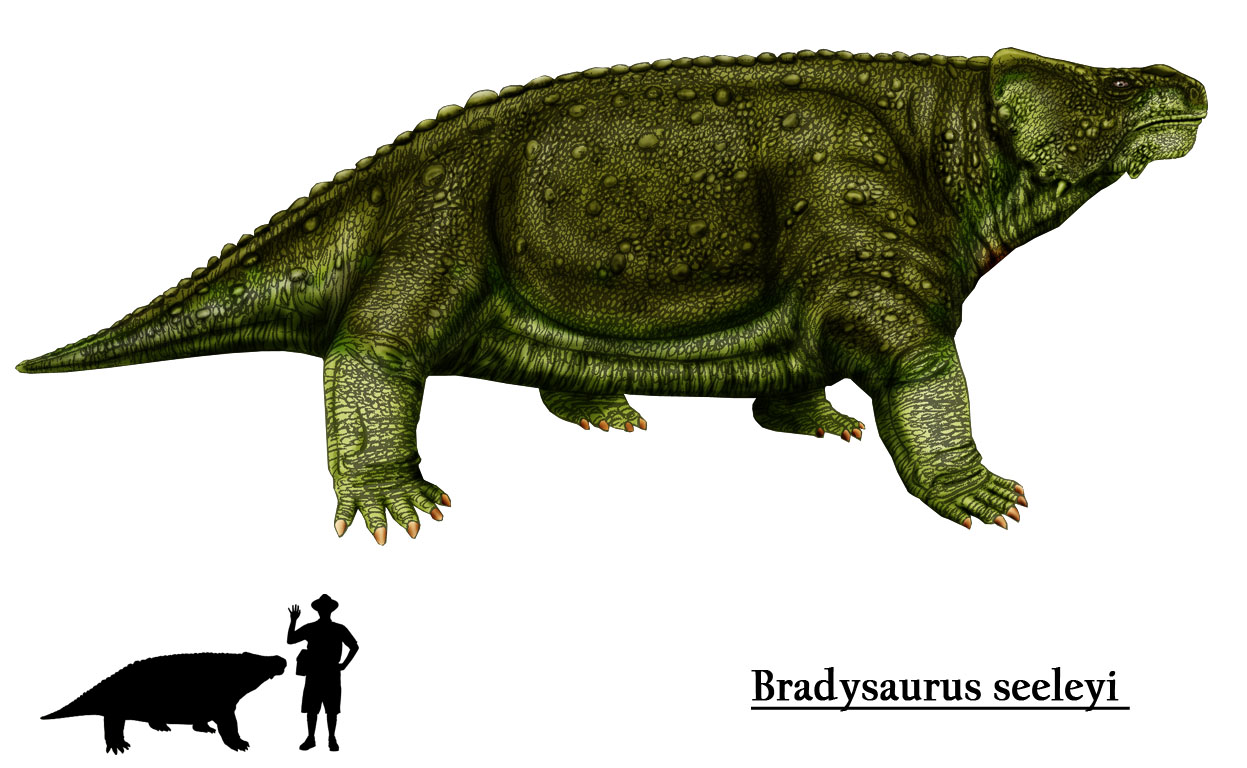
B. seeleyi

Bradysaurus es el único miembro de la subfamilia Bradysaurinae. Es el pareiasaurio más primitivo conocido y puede ser considerado como un buen modelo ancestral del cual se desarrollaron los demás pareiasaurios. Sus grandes dimensiones muestran que, incluso a principios de su historia evolutivo, estos animales ya habían alcanzado un tamaño óptimo. Las formas posteriores y más avanzadas, como Scutosaurus, no eran mucho mayores. La ventaja del gran tamaño era proveerle defensa contra los depredadores y mantener una temperatura corporal estable (gigantotermia).
Oskar Kuhn en 1969 enumeró a no menos de nueve especies para este género, pero ciertamente este es un número excesivo. Boonstra en 1969 distinguió a solo cuatro especies basándose en la estructura de los dientes, dos de las cuales Kuhn había situado en el género Embrithosaurus. Los géneros Brachypareia, Bradysuchus, Koalemasaurus y Platyoropha son sinónimos más modernos de Bradysaurus.
B. baini (Seeley, 1892) procede de la zona de Tapinocephalus, en los lechos inferiores de Beaufort, en la cuenca del Karoo, Sudáfrica. Es la especie tipo del género y se caracteriza por tener una región cuadratoyugal (los hueso de la mejilla) apenas desarrollados, el hocico era ancho y redondeado y tenía 15 a 16 pares de dientes sobreponiéndose en cada mandíbula. Este animal podría ser considerado como un pareiasaurio genérico primitivo. De acuerdo con Lee (1997) el material disponible de B. baini carece de rasgos únicos distintivos (autapomorfias).
B. seeleyi (Haughton y Boonstra, 1929) procede de la misma zona de Tapinocephalus en el Karoo que B. baini, pero es una forma menos común. Boonstra (1969) lo consideró como una especie válida de Bradysaurus y Lee (1997) consideró que este animal es el grupo hermano de los pareiasaurios más avanzados. B. seelyi parece estar cercanamente relacionado con Nochelesaurus y Embrithosaurus. En contraste con B. baini (de tamaño similar), los huesos de la mejilla de esta especie son robustos y muy agrandados. Tenía entre 19 a 20 pares de dientes muy sobrepuestos en cada mandíbula.